# IC 2468
IC 2468 је спирална галаксија у сазвјежђу Мали лав која се налази на листи објеката дубоког неба у Индекс каталогу.
Деклинација објекта је + 38° 21' 8" а ректасцензија 9h 24m 52,6s. Привидна величина (магнитуда) објекта IC 2468 износи 15,1 а фотографска магнитуда 15,9. IC 2468 је још познат и под ознакама MCG 7-20-7, NPM1G +38.0169, PGC 26691.